# Roms de Croatie
La minorité rom de Croatie désigne la minorité ethnique rom vivant en Croatie.